# Maurice Rat
Pour les articles homonymes, voir Rat.
Maurice Rat est un écrivain, philologue, pédagogue, traducteur et critique littéraire français, né le 2 mars 1891 à Mignaloux-Beauvoir, 
(Vienne) et mort le 13 mai 1969 à l'Hôpital Boucicaut dans le 15e arrondissement de Paris.

## Biographie
Fils de Delphin Rat, instituteur et directeur d'école primaire, Maurice Gérald Roger Delphin Rat est le frère de Marcelle Rat qui épouse Gustave Vallée et qui est la mère de Robert Vallée, mathématicien, père de la cybernétique française . Il avait épousé Juliette Tournemille (1893-1982).
Reçu en 1911 à l’École normale supérieure, il y reprend en 1919 sa scolarité interrompue pendant la guerre. En 1919, il est agrégé de grammaire.
Maurice Rat débuta comme professeur de lettres classiques au lycée de Montpellier ; il poursuivit au lycée Thiers (1919-1923) puis au lycée Michelet de Vanves ; enfin, par delà son activité de rédacteur de célèbres manuels de grammaire, il a été, pendant de nombreuses années, professeur de français-latin-grec au lycée Janson-de-Sailly à Paris.
Après 1945, il n'hésitait pas à collaborer avec les journaux les plus divers dès qu'il était question d'éclairer un point de vocabulaire ou d'histoire littéraire : La Revue des Deux Mondes, le Figaro Littéraire, les  Nouvelles Littéraires, France-Soir, Nice-Matin, Sud Ouest, L’Éducation nationale, Le Miroir de l'Histoire et son hors-série Janus, la Sélection du Reader's digest, Réalités, Archéologia, l’École et la Vie, Le Monde et la Vie, La Vie des bêtes, Animalia. Il a signé des chroniques dans Vie et Langage sous le nom de plume « Jean Tournemille ».
Il fut l’un des membres fondateurs en 1958 de l’association Défense de la langue française (DLF), membre de l'Académie de Saintonge (1959-1969), membre du comité de la Société des gens de lettres et président de la Société des amis de Montaigne.
Il était réputé pour ses multiples traductions d'auteurs latins, publiées dans la collection des Classiques Garnier. A titre d'exemples : Virgile : Géorgiques, Bucoliques, Énéide,
Il a publié un dictionnaire des expressions et locutions traditionnelles (Éditions Larousse, 1957):
- Faire du flafla : « Le flafla, c'est, en style d'atelier, un étalage exagéré de moyens, une recherche énorme de l'effort. Autour de chaque tableau s'épanouissait le cadre romain, si remarquable par ce que les artistes appellent le flafla (Balzac). Par suite, faire du flafla, c'est faire des effets, pour étonner les gens » ;
- Mettre les points sur le i : « Ne pas négliger les plus petits détails, être d'une netteté absolue : Je lui mettrai les points sur les i il ne pourra pas ne pas comprendre (Joseph de Maistre) ».
- Battre comme plâtre : « Maltraiter (quelqu'un) - par allusion au battage qu'on fait subir au plâtre pour le mettre en poudre : Elle l'épouse; il est brutal; il la battra comme plâtre (Mme de Sévigné) »

## Prix
- Prix Jules Janin de l’Académie française en 1932, 1938 et 1941 pour les Traductions de Catulle, Tibulle, Properce, l'Anthologie des poètes latins et l'Anthologie grecque.
- Prix Langlois de l’Académie française en 1936 pour Virgile.
- Prix Broquette-Gonin de l’Académie française en 1946 pour l'ensemble de ses travaux.
- Prix Amic de l’Académie française en 1959 pour l'ensemble de son œuvre.
- Grand prix de littérature de la SGDL en 1964[13].

## Ouvrages

### Manuels
- Aide-mémoire de grec, Fernand Nathan, 1965
- Aide-mémoire de latin, Fernand Nathan, 1966

### Œuvres littéraires
- Aventurières et intrigantes du Grand siècle, Paris, 1957
- La dame aux camélias (Roman), Paris, 1958 (en allemand : München 1967)
- Christine de Suède, Paris, 1959
- Marie Stuart, Bruxelles, 1959
- La Royale Montespan, Librairie Plon, Paris, 1959.
- Les Femmes de la Régence, Paris, 1961
- Mon caniche Adour, Paris, 1962
- Grammairiens et amateurs de beau langage, Albin Michel, 1963.
- Napoléon. Scènes et figures, Paris, 1964[14]
- Le Bonhomme Jean de la Fontaine, Paris, Éditions Brepols, 1964
- Évasions célèbres, Paris, 1965

### Articles
- « Les artistes du livre : Berthold Mahn », Le Courrier graphique - Revue de bibliophilie, des arts graphiques et des industries qui s'y rattachent, n°40, mai 1949